# 34797 Alicemartynova
34797 Alicemartynova este o planetă minoră (asteroid) din centura de asteroizi. A fost descoperită pe 16 septembrie 2001 la Experimental Test Site⁠(d) de Lincoln Near-Earth Asteroid Research. 
Obiectul prezintă o orbită caracterizată de o semiaxă mare de 2,6532357 UAi, o excentricitate de 0,07, o înclinație de 2,87472 ° în raport cu ecliptica.